# Cosmos de New York (2010)
Pour les articles homonymes, voir Cosmos de New York.
Maillots
Le Cosmos de New York (en anglais : New York Cosmos) est un club américain de soccer (football) basé à New York. Fondé en 2010, il reprend le nom et les couleurs de son illustre prédécesseur des années 1980 et commence la compétition lors du championnat d'automne 2013 de la NASL (deuxième division nord-américaine). Il évolue au Mitchel Athletic Complex.

## Histoire

### Le Cosmos historique
Le Cosmos historique est un club devenu légendaire dont la Warner avait la propriété. Sous ses couleurs ont évolué des joueurs mythiques des années 1970 tels que Pelé, François Van Der Elst ou Franz Beckenbauer. Le club ne survit pas à l'arrêt de la NASL première du nom, le premier championnat de soccer national des États-Unis. Il arrête son activité en 1985.

### Survivance du Cosmos
Le nom de Cosmos reste très connu, même après l'arrêt de la compétition. Plusieurs tentatives sont menées pour le faire renaître durant les années 1990 et 2000, principalement comme franchise de la Major League Soccer (MLS). Mais, voulant préserver l'héritage du Cosmos, Pinton refuse de vendre le nom et les droits d'image, pensant que la MLS ne les prendrait pas assez en considération.
En 2006, le documentaire Once in a Lifetime réalisé par Matt Dillon qui retrace l'épopée du club rencontre un grand succès.

### La renaissance (2010)
À la suite du changement d'attitude de la MLS vis-à-vis de l'héritage de la NASL, et à la renaissance de plusieurs autres anciens noms de la NASL, Pinton revient finalement sur ses positions. En août 2009, il vend les droits sur le nom et les couleurs du Cosmos à un consortium britannique représenté par l'homme d'affaires britannique Paul Kemsley, ancien vice-président du club londonien de Tottenham.
Un an plus tard en août 2010, Pelé devenu président honoraire du groupe annonce la création d'une nouvelle franchise en compagnie du représentant du Grand New York. Elle a alors pour objectif d'intégrer la Major League Soccer en 2013.
Pour ce faire, Kemsley s'entoure de professionnels reconnus à l'image de Pelé, qui a terminé sa carrière au Cosmos dans les années entre 1975 et 1977, et qui est nommé président d'honneur. Terry Byrne, ancien manager de David Beckham, est nommé vice-président tandis que Rick Parry, ancien directeur général de Liverpool, siège au conseil comme administrateur. En janvier 2011, Éric Cantona répond favorablement à la demande de Paul Kemsley et devient directeur sportif du club new-yorkais, poste qu'il quittera en novembre 2012.

### Retour en NASL
Il faut attendre le 12 juillet 2012 pour que le Cosmos annonce son retour à la compétition en février 2013 en NASL.
Le 21 mai 2013, Don Garber, le commissaire de la MLS annonce que c'est finalement le New York City FC qui deviendra en 2015, la 20e franchise de la MLS et la seconde équipe new-yorkaise de la ligue après les Red Bulls de New York.
Le 3 août 2013, le nouveau Cosmos remporte son premier match officiel 2-1 contre les Strikers de Fort Lauderdale devant 11.929 spectateurs au stade James M. Shuart. Il termine premier du classement de la saison d'automne et remporte le titre de champion de la NASL grâce à un but victorieux de Marcos Senna contre les Silverbacks d'Atlanta (1-0),. Après une saison 2015 où l'équipe remporte le titre printanier, l'année se conclut par un titre en séries pour une deuxième fois en trois ans. L'année suivante est semblable puisque les New-yorkais s'imposent lors de la saison automnale avant de décrocher un troisième Soccer Bowl.
La NASL disparut à la fin de l'année 2017 et depuis, le Cosmos joue dans une division semi-professionnelle nommée la NPSL, l'équivalent du quatrième échelon national. Petit à petit, ses fans se sont aussi faits connaître aux Etats-Unis pour leur très fort message politique et anti-fasciste.

## Bilan par saison
| Saison | Saison régulière | Saison régulière   | Saison régulière   | Saison régulière   | Saison régulière   | Saison régulière   | Saison régulière   | Saison régulière   | Saison régulière   | Saison régulière | Séries      | US Open Cup         | Affl. moy. saison régulière | Affl. moy. séries éliminat. | Entraîneurs       | Meilleurs buteurs | Meilleurs buteurs |
| Saison | Ligue            | Place              | M                  | V                  | N                  | D                  | BP                 | BC                 | Pts                | Général          | Séries      | US Open Cup         | Affl. moy. saison régulière | Affl. moy. séries éliminat. | Entraîneurs       | Joueurs           | Buts              |
| ------ | ---------------- | ------------------ | ------------------ | ------------------ | ------------------ | ------------------ | ------------------ | ------------------ | ------------------ | ---------------- | ----------- | ------------------- | --------------------------- | --------------------------- | ----------------- | ----------------- | ----------------- |
| 2013   | NASL Spring      | Débute à l'automne | Débute à l'automne | Débute à l'automne | Débute à l'automne | Débute à l'automne | Débute à l'automne | Débute à l'automne | Débute à l'automne | -                | Champion    | Non inscrit         | 6 859                       | N/A                         | Giovanni Savarese | Marcos Senna      | 6                 |
| 2013   | NASL Fall        | 1er                | 14                 | 9                  | 4                  | 1                  | 22                 | 12                 | 31                 | -                | Champion    | Non inscrit         | 6 859                       | N/A                         | Giovanni Savarese | Marcos Senna      | 6                 |
| 2014   | NASL Spring      | 2e                 | 9                  | 6                  | 1                  | 2                  | 14                 | 3                  | 19                 | 3e               | Demi-finale | Huitièmes de finale | 4 704                       | N/A                         | Giovanni Savarese | Mads Stokkelien   | 10                |
| 2014   | NASL Fall        | 6e                 | 18                 | 5                  | 8                  | 5                  | 23                 | 24                 | 23                 | 3e               | Demi-finale | Huitièmes de finale | 4 704                       | N/A                         | Giovanni Savarese | Mads Stokkelien   | 10                |
| 2015   | NASL Spring      | 1er                | 10                 | 5                  | 5                  | 0                  | 18                 | 9                  | 20                 | 1er              | Champion    | Huitièmes de finale | 6 719                       | 7 613                       | Giovanni Savarese | Leo Fernandes     | 9                 |
| 2015   | NASL Fall        | 3e                 | 20                 | 10                 | 6                  | 4                  | 31                 | 21                 | 36                 | 1er              | Champion    | Huitièmes de finale | 6 719                       | 7 613                       | Giovanni Savarese | Leo Fernandes     | 9                 |
| 2016   | NASL Spring      | 2e                 | 10                 | 6                  | 0                  | 4                  | 15                 | 8                  | 18                 | 1er              | Champion    | Huitièmes de finale | 3 775                       | 3 586                       | Giovanni Savarese | Juan Arango       | 16                |
| 2016   | NASL Fall        | 1er                | 22                 | 14                 | 5                  | 3                  | 44                 | 21                 | 47                 | 1er              | Champion    | Huitièmes de finale | 3 775                       | 3 586                       | Giovanni Savarese | Juan Arango       | 16                |
| 2017   | NASL Spring      | 3e                 | 16                 | 6                  | 6                  | 4                  | 22                 | 21                 | 24                 | 4e               | Finale      | Deuxième tour       | 4 891                       | N/A                         | Giovanni Savarese | Emmanuel Ledesma  | 10                |
| 2017   | NASL Fall        | 4e                 | 16                 | 4                  | 9                  | 3                  | 34                 | 30                 | 21                 | 4e               | Finale      | Deuxième tour       | 4 891                       | N/A                         | Giovanni Savarese | Emmanuel Ledesma  | 10                |